# 9-1-1: Lone Star
9-1-1: Lone Star (titulada: Línea de emergencia: 9-1-1 Texas en Hispanoamérica) es una serie de televisión de drama policial estadounidense creada por Ryan Murphy, Brad Falchuk, y Tim Minear para FOX y es una serie derivada de 9-1-1. En mayo de 2019, Fox ordenó la producción de la serie, y se estrenó el 19 de enero de 2020.
En abril de 2020, la serie fue renovada para una segunda temporada, que se estrenó el 18 de enero de 2021. En mayo de 2021, la serie fue renovada para una tercera temporada. En mayo de 2022, la serie fue renovada para una cuarta temporada, que se estrenó el 24 de enero de 2023. En mayo de 2023, la serie fue renovada para una quinta y última temporada que se estrenó el 23 de septiembre de 2024.

## Sinopsis
Hace casi 20 años, Owen Strand fue el único superviviente de su estación de bomberos de Manhattan el 11 de septiembre. A raíz del ataque, Owen tuvo la difícil tarea de reconstruir su estación. Después de una tragedia similar en un parque de bomberos en Austin, Owen, junto con su hijo, también bombero, T.K., lleva sus filosofías progresivas de vida y la lucha contra incendios hasta Texas, donde ayuda a reconstruir una vez más la vida en la estación. Una vez en Austin, Owen se encuentra con la brillante e irónica paramédica principal Michelle Blake, así como con el oficial de policía Carlos Reyes. Pero el desafío más difícil de Owen puede ser Judd Ryder, quien, como Owen, fue el único superviviente de su estación.

## Elenco y personajes

### Principales
- Rob Lowe como Owen Strand
- Liv Tyler como Michelle Blake (temporada 1)
- Ronen Rubinstein como Tyler Kennedy «TK» Strand
- Sierra McClain como Grace Ryder (temporadas 1–4)
- Jim Parrack como Judson «Judd» Ryder
- Natacha Karam como Marjan Marwani
- Brian Michael Smith como Paul Strickland
- Rafael Silva como Carlos Reyes
- Julian Works como Mateo Chávez
- Gina Torres como Tommy Vega (temporadas 2–5)
- Brianna Baker como Nancy Gillian (temporada 3, recurrente: temporadas 1–2)[12]
- Kelsey Yates como Isabella Vega (temporadas 3–5, recurrente: temporadas 2)
- Skyler Yates como Evie Vega (temporadas 3–5, recurrente: temporadas 2)
- Jackson Pace como Wyatt Harris, hijo de Judd. (temporada 5, recurrente: temporadas 3–4)

#### Resumen
| Owen Strand               | Rob Lowe            | Principal  | Principal  | Principal  | Principal  | Principal |
| Tyler Kennedy «TK» Strand | Ronen Rubinstein    | Principal  | Principal  | Principal  | Principal  | Principal |
| Judson «Judd» Ryder       | Jim Parrack         | Principal  | Principal  | Principal  | Principal  | Principal |
| Marjan Marwani            | Natacha Karam       | Principal  | Principal  | Principal  | Principal  | Principal |
| Paul Strickland           | Brian Michael Smith | Principal  | Principal  | Principal  | Principal  | Principal |
| Carlos Reyes              | Rafael Silva        | Principal  | Principal  | Principal  | Principal  | Principal |
| Mateo Chávez              | Julian Works        | Principal  | Principal  | Principal  | Principal  | Principal |
| Grace Ryder               | Sierra McClain      | Principal  | Principal  | Principal  | Principal  |           |
| Michelle Blake            | Liv Tyler           | Principal  |            |            |            |           |
| Tommy Vega                | Gina Torres         |            | Principal  | Principal  | Principal  | Principal |
| Nancy Gillian             | Brianna Baker       | Recurrente | Recurrente | Principal  | Principal  | Principal |
| Isabella Vega             | Kelsey Yates        |            | Recurrente | Principal  | Principal  | Principal |
| Evie Vega                 | Skyler Yates        |            | Recurrente | Principal  | Principal  | Principal |
| Wyatt Harris              | Jackson Pace        |            |            | Recurrente | Recurrente | Principal |

### Recurrentes
- Kyle Secor como Alden Radford (temporada 1)
- Mark Elias como Tim Rosewater (temporadas 1–2)
- Brett Rice como Wayne Gettinger (temporada 1)
- Mary Kay Place como Theresa Blake (temporada 1)
- Albert Kong como Zach
- Nina Concepción como Bree
- Lisa Edelstein como Gwyneth Morgan (temporada 2)
- Derek Webster como Charles Vega (temporada 2)
- Julie Benz como Sadie (temporada 3)
- Carly Dutcher como Lindsey Robertson (temporada 3)
- Angel Oquendo como Manuel (temporada 3)
- Amy Acker como Catherine (temporada 3)
- Robyn Lively como Marlene Harris (temporada 3)
- Nathan Owens como Julius Vega (temporada 3)

### Invitados notables
- Jon Foster como Dustin Shepard (temporada 1)
- Ginifer King como Dra. Barbara Jacobs
- Natalie Zea como Zoe (temporada 1)
- Angel Parker como Josie (temporada 1)
- Billy Burke como Billy Tyson (temporada 1)
- Tamala Jones como Sarina Washington (temporada 1)
- Erin Karpluk como Pepper (temporada 1)
- Lyndsy Fonseca como Iris Blake (temporada 1)
- Barry Corbin como Stuart Ryder (temporada 1)
- Oliver Stark como Evan «Buck» Buckley (temporada 2)
- Aisha Hinds como Henrietta «Hen» Wilson (temporada 2)
- Ryan Guzman como Edmundo «Eddie» Díaz (temporada 2)
- Neal McDonough como Sgt. Ty O'Brien (temporada 3)

### 9-1-1
- Aisha Hinds como Henrietta "Hen" Wilson (invitada especial, temporada 2): paramédica y bombera de L.A.
- Ryan Guzman como Edmundo "Eddie" Díaz (invitado especial, temporada 2): bombero de L.A.
- Oliver Stark como Evan "Buck" Buckley (invitado especial, temporada 2): bombero de L.A.
- Angela Bassett como Athena Grant-Nash (invitada especial, temporada 3): sargento de patrulla de L.A.

## Episodios
| Temporada | Temporada | Episodios | Episodios | Emisión original         | Emisión original     |
| Temporada | Temporada | Episodios | Episodios | Primera emisión          | Última emisión       |
| --------- | --------- | --------- | --------- | ------------------------ | -------------------- |
|           | 1         | 10        | 10        | 19 de enero de 2020      | 9 de marzo de 2020   |
|           | 2         | 14        | 14        | 18 de enero de 2021      | 24 de mayo de 2021   |
|           | 3         | 18        | 18        | 3 de enero de 2022       | 16 de mayo de 2022   |
|           | 4         | 18        | 18        | 24 de enero de 2023      | 16 de mayo de 2023   |
|           | 5         | 12        | 12        | 23 de septiembre de 2024 | 3 de febrero de 2025 |

## Producción

### Desarrollo
El 12 de mayo de 2019, Fox ordenó la producción de la serie como una serie derivada de 9-1-1. Los creadores del 9-1-1 Ryan Murphy, Brad Falchuk y Tim Minear serán los productores ejecutivos junto con Rob Lowe. El 13 de abril de 2020, Fox renovó la serie para una segunda temporada, que se estrenó el 18 de enero de 2021. El 17 de mayo de 2021, Fox renovó la serie para una tercera temporada. El 16 de mayo de 2022, Fox renovó la serie para una cuarta temporada, que se estrenó el 24 de enero de 2023. El 1 de mayo de 2023, Fox renovó la serie para una quinta temporada, que se estrenó el 23 de septiembre de 2024. El 5 de septiembre de 2024, se informó de que la quinta temporada será su última temporada.

### Casting
El 12 de mayo de 2019, se anunció que Rob Lowe había sido elegido como el protagonista de la serie. El 11 de septiembre de 2019, se anunció que Liv Tyler se había unido al elenco principal de la serie. El 18 de septiembre de 2019, se anunció que Jim Parrack se había unido al elenco de la serie. El 20 de septiembre de 2019, se anunció que Ronen Rubinstein y Sierra McClain se unieron al elenco de la serie. El 23 de septiembre de 2019, se anunció que Natacha Karam, Brian Michael Smith, Rafael Silva y Julian Works se unieron al elenco de la serie. El 3 de septiembre de 2020, Gina Torres se unió al elenco principal para la segunda temporada. El 22 de septiembre de 2020, se anunció que Liv Tyler no regresaría para la segunda temporada. Lisa Edelstein se unió al elenco recurrente para la segunda temporada. El 8 de octubre de 2020, Derek Webster se unió al elenco en un papel recurrente. El 25 de mayo de 2021, Brianna Baker fue promovida al elenco principal para la tercera temporada. El 28 de septiembre de 2022, se anunció que Neal McDonough, D.B. Woodside y Amanda Schull se unieron al elenco recurrente para la cuarta temporada. El 7 de junio de 2024, se informó de que Sierra McClain, miembro del reparto original, no regresaría como Grace Ryder para la quinta temporada de la serie, debido a una disputa de renegociación del reparto.

## Distribución
En Latinoamérica se estrenó el 4 de febrero de 2020 en Fox Channel. En España, se estrenó también el 4 de febrero de 2020 en FOX.

## Recepción

### Respuesta crítica
En Rotten Tomatoes la serie tiene un índice de aprobación del 73%, basado en 11 reseñas, con una calificación promedio de 6.8/10. El consenso crítico del sitio dice, «Si no es tan extravagantemente divertido como su predecesor, 9-1-1: Lone Star todavía tiene un golpe entretenido y es un gran escaparate para el guapo y consciente Rob Lowe». En Metacritic, tiene puntaje promedio ponderado de 67 sobre 100, basada en 8 reseñas, lo que indica «críticas generalmente favorables».

### Audiencias
| Temporada | Horario (ET)                               | Episodios | Primera emisión          | Primera emisión      | Última emisión       | Última emisión       | Ranking | Promedio de espectadores (millones) | Adultos de 18–49 años (promedio) |
| Temporada | Horario (ET)                               | Episodios | Fecha                    | Audiencia (millones) | Fecha                | Audiencia (millones) | Ranking | Promedio de espectadores (millones) | Adultos de 18–49 años (promedio) |
| --------- | ------------------------------------------ | --------- | ------------------------ | -------------------- | -------------------- | -------------------- | ------- | ----------------------------------- | -------------------------------- |
| 1         | lunes 8 p. m.                              | 10        | 19 de enero de 2020      | 11,41                | 9 de marzo de 2020   | 5,38                 | 25      | 9,08                                | 1,8/9                            |
| 2         | lunes 9 p. m.                              | 14        | 18 de enero de 2021      | 6,03                 | 24 de mayo de 2021   | 5,21                 | 15      | 8,71                                | 1,5/9                            |
| 3         | lunes 8 p. m. (1-10) lunes 9 p. m. (11-18) | 18        | 3 de enero de 2022       | 5,50                 | 16 de mayo de 2022   | 4,63                 | 20      | 7,43                                | 1,0/9                            |
| 4         | martes 8 p. m.                             | 18        | 24 de enero de 2023      | 3,92                 | 16 de mayo de 2023   | 3,32                 | 35      | 5,73                                | 0,75/9                           |
| 5         | lunes 8 p. m.                              | 12        | 23 de septiembre de 2024 | 3,04                 | 3 de febrero de 2025 | 3,34                 |         |                                     |                                  |